# إلهام توختي
إلهام توختي (من مواليد 25 أكتوبر 1969 في شينجيانغ) هو عالم اقتصاد أويغوري حكمت عليه الحكومة الصينية بالمؤبد بتهم تتعلق بالانفصالية باعتباره أحد أقوى المدافعين لتنفيذ قوانين الحكم الذاتي في منطقة شينجيانغ كما اشتهر بموقع أويغور أونلاين الذي يناقش من خلاله قضايا الأويغور، وبحثه حول علاقات عرق الأويغور الهان.
تم اعتقال توختي بعد فترة وجيزة من اضطرابات أورومتشي التي اندلعت في يوليو 2009 من قبل السلطات بسبب انتقاده لسياسات الحكومة الصينية تجاه الأويغور في شينجيانغ. أُطلق سراحه لاحقًا ثم سُجن مرة أخرى في يناير 2014.
منح توختي غيابيا عددا من الجوائز تكريما لإصراره أبرزها جائزة المركز الأمريكي للقلم الغير النشط (2014)، جائزة مارتن إينالز للمدافعين عن حقوق الإنسان (2016)، جائزة فاتسلاف هافيل لحقوق الإنسان (2019)، جائزة سخاروف لحرية الفكر (2019).

## انشأة والدراسة
ولد توختي في 25 أكتوبر 1969 في مدينة أرتوش في منطقة شينجيانغ الأويغورية الذاتية الحكم في الصين، حيث تخرج من جامعة نورث إيست الصينية فرع كلية الاقتصاد (MUC) في بكين. تخصص وعمل في مجال الاقتصاد، حيث درس لطلاب من إثنيات مختلفة من الهان والأويغور والمغول والتبتيون.

## التوعية والمؤتمرات
اشتهر بمؤتمراته المجانية التي يحاول من خلالها معالجة الموضوعات الصعبة مثل ثنائية اللغة في شينجيانغ والسيطرة على الصحافة والإنترنت مما أكسبه مراقبة دائمة من طرف السلطات الصينية. حيث اتهمه المسؤولون بالاستفادة من مؤتمراته للتحريض على العنف والإطاحة بحكومة جمهورية الصين الشعبية بسبب مشاركتها في نشاطات انفصالية.
وفقًا للمعلومات العامة للمحاكمة، وجه المدعي العام مرارًا وتكرارًا اتهامات لإلهام توختي حيث ذكر قائلا: «خلال إحدى محاضراته لا يعتقد توختي بأن المظاهرات العنيفة هي أنشطة إرهابية»، كما أكد في محاضرات أخرى أن «الحكومة الصينية هي شيطان الأويغور»، و«أن منطقة شينجيانغ هي جحيم الأديان»، لتشجيع الطلاب على القتال بكل الوسائل، بما في ذلك بطريقة المقاومين الشيوعين دونج كونروي وهوانغ جيغانغ. كما أكد على أن إلهام توختي استخدم قضية «اضطرابات باشو» في محاضراته للدفاع علنًا عن العنف وخطاب الكراهية مثل «استخدموا العنف لمحاربة العنف، أنا معجب بهم فهم أبطال،» "شخص مسالم مثلي يمكنه القتل والمقاومة."
في عام 2006، أسس توختي موقعًا إلكترونيًا يدعى أويغور أونلاين، والذي نشر مقالات باللغة الصينية والإيغورية حول القضايا الاجتماعية. في منتصف عام 2008، أغلقت السلطات موقع الويب، متهمة إياه بتشكيل روابط مع المتطرفين في الشتات الأويغوري. في مقابلة أجرتها معه إذاعة آسيا الحرة في مارس 2009، انتقد توختي سياسة الحكومة الصينية للسماح للعمال المهاجرين بدخول منطقة شينجيانغ الأويغورية وأيضا ظاهرة هجرة النساء الشابات الأويغوريات إلى شرق الصين للعثور على عمل. بالإضافة إلى ذلك، انتقد والي منطقة شينجيانغ نور بكري الذي حسبه «يأكد دائمًا على ضرورة استقرار وأمن شينجيانغ» بدلاً من «الاهتمام بالأويغوريين»، داعًيا إلى تفسير أكثر صرامة للقانون الإقليمي للحكم الذاتي العرقي الصيني لعام 1984.
في نفس الشهر، قُبض على توختي من قبل السلطات الصينية للتحقيق معه بتهمة الانفصالية. بعد سجنه مدى الحياة في سبتمبر 2014، كتب وانغ ليكسيونغ في تدوينة له على تويتر أن الصين قد خلقت مانديلا أويغوري في إلهام توختي. رفضت وكالة الأنباء الصينية شينخوا المقارنة، حيث دونت «بينما يبشر مانديلا بالمصالحة، وفإن إلهام توختي يبشر بالكراهية والقتل».

## الاحتجاز والمحاكمة
في 5 يوليو 2009، اندلعت أعمال شغب عرقية بين أقلية الأويغور وإثنية الهان ذات الأغلبية الصينية في مدينة أورومتشي عاصمة إقليم شينجيانغ. ذكرت الحكومة أن أكثر من 150 شخصًا، معظمهم من الصينيين الهان قتلوا خلال الاشتباكات. في 6 يوليو، تم الاستشهاد بموقع أويغور أونلاين في خطاب لوالي إقليم شينجيانغ نور بكري بأنه محرض للعنف لأنه ساعد في إثارة أعمال الشغب من خلال نشر الشائعات.
في 8 يوليو 2009، ذكرت إذاعة آسيا الحرة أن توختي مختف قسريا منذ استدعائه من منزله في بكين. كما كتب المنشق الصيني وانغ ليكسيونغ وزوجته الناشطة التبتية تزيرينغ وويزر عريضة على الإنترنت وقعها العديد من المعارضون منهم ران يونفي، يطالبان من خلالها بإطلاق سراح توختي. كما أصدرت منظمات عديدة منها مركز قلم أمريكا، منظمة العفو الدولية، وصحيفة مراسلون بلا حدود نداءات وبيانات تعبر عن قلقها.
تم إطلاق سراح توختي من الاعتقال في 23 أغسطس، مع اثنين من المنشقين الصينيين الآخرين، هم شو تشي يونغ وتشوانغ لو، بعد الضغط على بكين من إدارة الرئيس الأمريكي باراك أوباما. صرح توختي بأنه خلال اعتقاله احتجز جزئيا في منزله ثم في فندق لمدة أسبوعين «في مكان ما بالقرب من بكين» مع العديد من ضباط الشرطة، حيث أمضى معهم أكثر من 20 ساعة في اليوم لكنهم لم يعاملوه أبدًا معاملة لا إنسانية، بالرغم من معرفته بأن «الإجراء غير قانوني». كما ذكر أنه بعد إطلاق سراحه، حذروه من انتقاد طريقة تعامل الحكومة مع أعمال الشغب، ومنعوه هو وعائلته من مغادرة بكين.
في يناير 2014، جرى اعتقاله واحتجازه مرة أخرى من قبل السلطات الصينية، حيث أزيلت أجهزة الكمبيوتر الخاصة به من منزله. كما تم احتجازه في مركز اعتقال على بعد آلاف الأميال من بكين في إقليم شينجيانغ الأويغورية الذاتية الحكم.
في سبتمبر 2014، وبعد جلسة استماع استمرت يومان أمام محكمة أورومتشي أُدين توختي بتهمة «الانفصالية» وحكم عليه بالسجن مدى الحياة مع مصادرة جميع ممتلكاته. تعقيبا على ذلك، ذكرت منظمة العفو الدولية أنه لم يسمح لفريق توختي القانوني بالدفاع عنه أبدًا ولم يُسمح لهم بمقابلة موكليهم لمدة ستة أشهر، كما أدانت المحاكمة باعتبارها «إهانة للعدالة». فيما تم انتقاد سجنه من قبل عدد من منظمات حقوق الإنسان حول العالم؛ مثل مؤسسة الحدود الإلكترونية. كما انتقد وزير الخارجية الأمريكي جون كيري في 24 سبتمبر 2014، ما أسماه «عقوبة قاسية» مطالبا بالإفراج عن توختي.

## التكريمات والجوائز

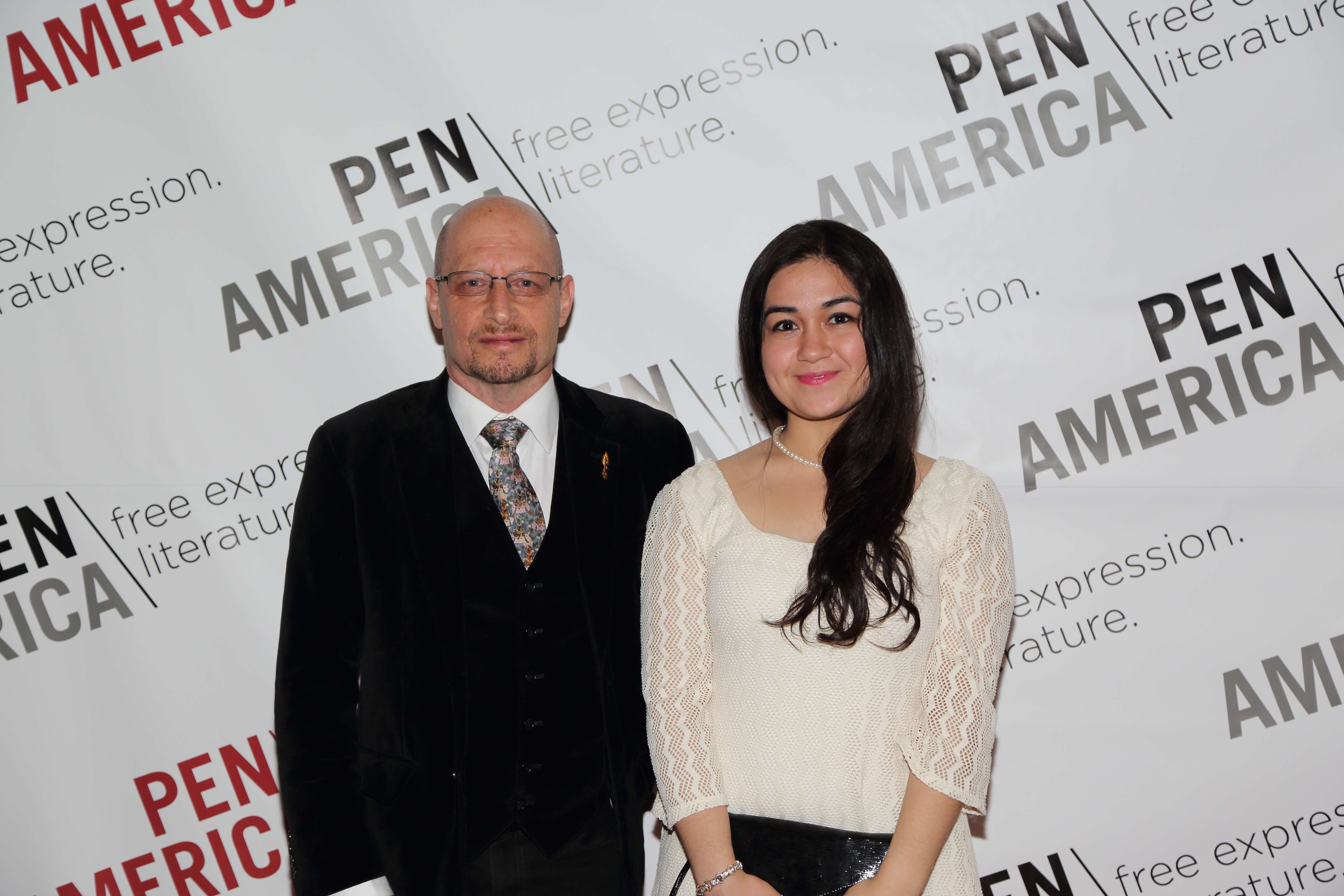
ابنة السيد توختي جوهر إلهام مع عالم التاريخ التبتي إليوت سبيرلينغ في مركز ليدرمان / بن الأمريكي، مايو 2014

في 1 أبريل 2014، حصل توختي على جائزة باربارا جولدسميث الأدبية للكتابة الحرة، وهي جائزة أمريكية لحقوق الإنسان تمنح للكتاب في جميع أنحاء العالم الذين يناضلون من أجل حرية التعبير. وفقًا لبيان منظمة القلم الأمريكية، تعرض توختي «لمضايقات طويلة من قبل السلطات الصينية بسبب آرائه الصريحة بشأن حقوق أقلية الأيغور المسلمة في الصين. حيث يمثل توختي جيلًا جديدًا من الكتاب المهددين الذين يستخدمون شبكة الإنترنت ووسائل الإعلام والتواصل الاجتماعي لمكافحة الظلم، نأمل أن يساعد هذا الشرف في إيقاظ السلطات الصينية على الظلم الذي يتم ارتكابه وتعبئة العالم للمطالبة بحرية توختي». في المقابل أعربت وزارة الخارجية الصينية عن غضبها من الجائزة قائلة إنه مجرم مشتبه فيه.
في سبتمبر 2016، رشح توختي لجائزة ساخاروف لحرية الفكر، وفي الشهر التالي أعلن فوزه بجائزة مارتن إينالز للمدافعين عن حقوق الإنسان.

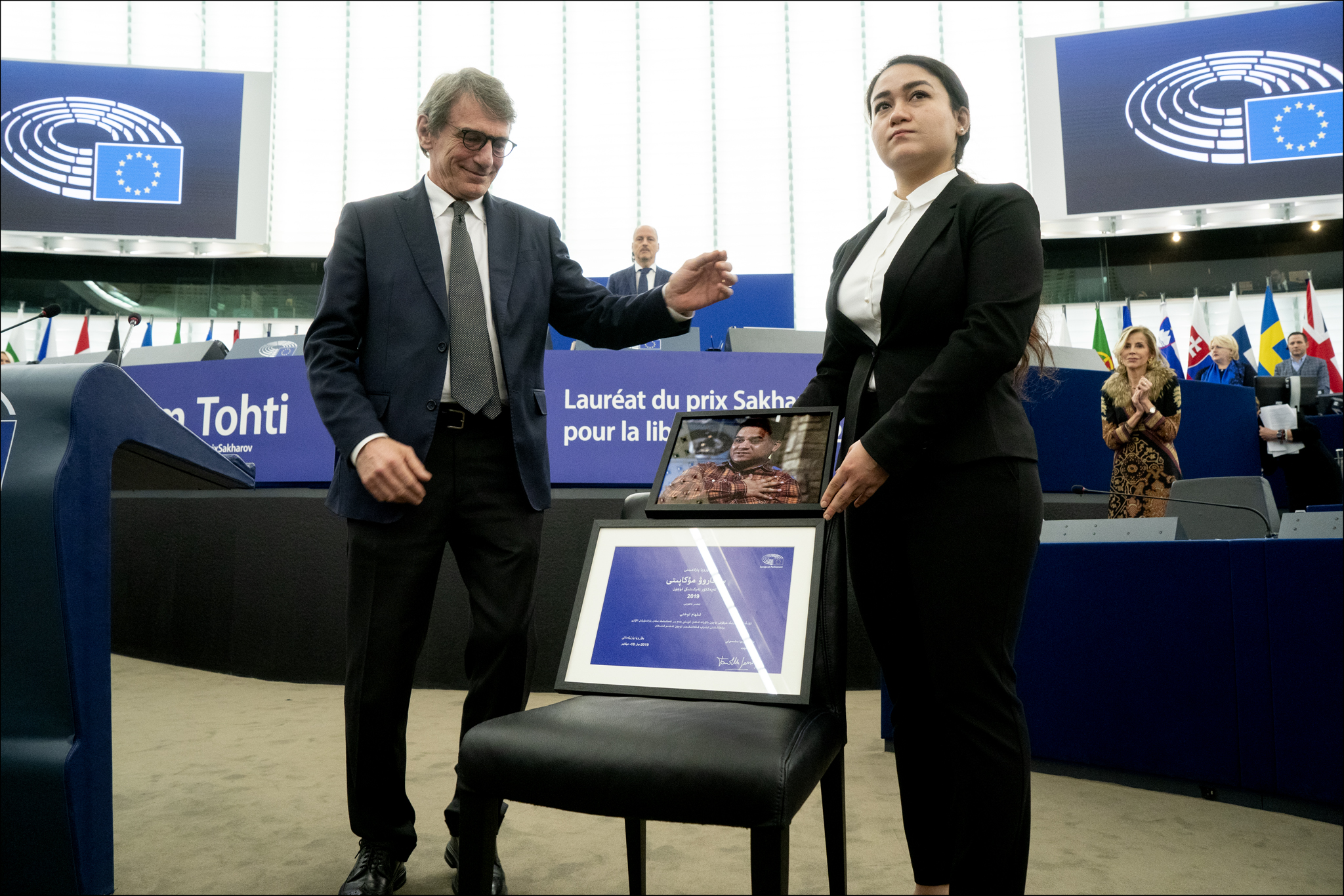
قبول جوهر إلهام نيابة عن والدها لجائزة ساخاروف لعام 2019 من رئيس البرلمان الأوروبي ديفيد ساسولي

استشهدت مؤسسة مارتن إينالز بتوختي لقضاءه عقدين من الزمن في محاولة «لتعزيز الحوار والتفاهم» بين الأغلبية الصينية الهانية وأقلية الأيغور المسلمة في شينجيانغ. مضيفة «لقد رفض الانفصالية والعنف، وسعى إلى المصالحة بناءً على احترام ثقافة الأويغور التي تعرضت للقمع الديني والثقافي والسياسي».
في سبتمبر 2019، منح مجلس أوروبا بالاشتراك مع مبادرة الشباب لحقوق الإنسان جائزة فاتسلاف هافيل لحقوق الإنسان لإلهام توختي. تلقى الجائزة نيابة عنه Enver Can.
في أكتوبر 2019، حصل توختي على جائزة ساخاروف لحرية الفكر من البرلمان الأوروبي.
في يونيو 2021، حصل على رجل العام لأكثر شخصية مؤثرة في العالم الإسلامي.

## روابط خارجية
- إلهام توختي على موقع مونزينجر (الألمانية)